# Línguas sonsorolesa
A língua Sonsorolesa é um idioma Micronésia falada em Palau, originalmente nas ilhas que compõem o estado de Sonsorol e se espalhando através da migração em outras partes do país. É muito próximo da língua tobiana.

## História
O Sonsorolês é falado principalmente no arquipélago de [Palau]], particularmente no Sonsorol,  Pulo Ana e nas Ilhas Merir. It is one of two indigenous languages spoken in the area.

### População
Existem cerca de 360 falantes espalhados por 60 ilhas. A maioria dos falantes do Sonsorol é bilíngue, com o segundo idioma sendo o inglês. O idioma é um oficial para as áreas onde é falado. Geralmente é usado para comunicações internas do estado, como anúncios e convites . Alguns idiomas intimamente relacionados o Sonsorol são Ulithiano, Woleaian e Satawalês. A língua faz parte da família das [[línguas austronésias A maioria da população migrou das ilhas do estado de Sonsorol para a principal cidade de Palau, a vila de Koror e Echang. As razões são diversas, inclusive econômicas e ambientais. Os jovens falantes de Sonsorolês usam uma mistura de Palauano, Inglês e Sonsorolês, que é chamada Eechangês, sendo diferente do que fala a geração mais velha. Há hoje menos de 60 falantes maiores do que 60 anos.  

### Distribuição
- Ilhas Marianas do Norte: desconhecido (idioma do imigrante)
- Palau: 600 falantes
  - Sonsorol: 60 falantes +
    - Merir: 5 falantes +
    - Pulo Anna | Pulo Ana: 25 falantes +
    - Sonsorol: 29 falantes +

  - Resto do país: 540 falantes

### Dialetos
- Pulo-Annan
- Sonsorolês próprio

## Fonologia

### Consoantes
No Sonsorolês, existem 19 sons consoantes: / p /, / b /, / t /, / d /, / c /, / k /, / g /, / m /, / n /, / f /, / v /, / j /, / x /, / ɣ /, / r /, / w /, / s /, / ŋ / e / ʟʲ / (Capell, 1969).
|             | Labial | Labial | Dental-Alveolar | Dental-Alveolar | Palatal | Palatal | Velar | Velar |
| ----------- | ------ | ------ | --------------- | --------------- | ------- | ------- | ----- | ----- |
| Nasal       |        | m      |                 | n               |         |         |       | ŋ     |
| Plosiva     | p      | b      | t               | d               | c       |         | k     | g     |
| Fricativa   | f      | v      | s               |                 |         | j       | x     | ɣ     |
| Continuante |        | w      |                 | r               |         |         |       | ʟʲ    |

### Vogais
O Sonsorolês possui 5 vogais: / a /, / e /, / i /, / o / e / u /. Também existem ditongos, incluindo / ae /, / ai /, / ao / e / au /. Um exemplo do ditongo / ae / é  mae , que significa "fruta-pão" (Capell, 1969).

### Vogais surdas
Vogais surdas ocorrem em três contextos: "como finais, depois de uma consoante, depois de uma vogal completa e geralmente longa e antes de uma consoante, quando são acusticamente semelhantes a ditongos decrescentes, depois de consoantes não finais / i / ou / u / “furtivos” produz palatalização ou velarização (respectivamente) das consoantes ”(Capell, 1969).

## Ortografia e pronúncia
O Sonsorolês é principalmente uma língua falada. Muitos dos sons são parecidos com os do Tobiano e do Woleweiano. Alguns dialetos incluem a pronúncia de  , que é comum no início das palavras e semelhante a  [ð]; r é pronunciado como em espanhol; Além disso, l é sempre pronunciado com a língua tocando o céu da boca e soa algo como uma combinação dos sons  [ɡ] e  [l]. Por esse motivo, alguns Sonsoroleses preferem soletrar “!seus” eles como “ɡl”. Como em woleaiano, as vogais sem voz são geralmente encontradas no final das palavras do Sonsorolês. Por exemplo, em Dongosaro, o nome nativo da ilha Sonsorol, o final -o é surdo.
Os documentos escritos em Sonsorolês incluem a Constituição do Estado de Sonsorol e algumas partes da Bíblia. No entanto, parece haver uma confusão em relação à Bíblia, pois parece não haver uma distinção entre Tobiano e Sonsorolês. 

## Gramática

### Ordem básica das palavras
A ordem das palavras básica da Sonsorolês é sujeito, objeto (ou predicado), verbo (SOV).
Um exemplo do uso da ordem das palavras SOV é:
- Etai maho tipel  = Não estou feliz.

 Etai  (I) é o sujeito,  maho  (feliz) é o objeto e  tipel  (não) é um advérbio.
Em perguntas, a ordem das palavras permanece a mesma.
- Emaho tipomu  = Você está feliz?

### Reduplicação
Há uma reduplicação completa no idioma do Sonsorol. Por exemplo. 'orange' =  hulu , 'laranjas' =  huluhulu .

### Numerais
O sistema numeral Sonsorolês é de base 10, podendo ir até 1.000, que é "da ngaladi”.
- deo "one"
- luwou "dois"
- doruw "três"
- fauw "quatro"
- rimouwa "cinco"
- worouwa "seis"
- fuduwa "sete"
- waruwa "oito"
- tiwouwa "nove"
- delh "dez"
- liyelh "vinte"

## Vocabulário
- meta? : "o que?"
- ehamatahutohu : "perigoso"
- fou : "frio"
- itei hae ramari Dongosaro : "Eu não falo sonsorolês"
- halifato : “maçã”
- fadolo : “banana”
- buu : “noz de betel”
- farawo : “pão”
- hayang : "frango"
- rutouya : “coco”
- sahai : "ovo"
- iha : "peixe"
- als : "gelo"
- woto : “taro”
- lahumu : “caranguejo terrestre”
- babai : “mamão”
- pelhi : “porco”
- raes : “arroz”
- bito : "vem"